# International Nuclear Atlantic Conference
A International Nuclear Atlantic Conference (INAC) é uma conferência bienal organizada pela Associação Brasileira de Energia Nuclear. Formada a partir da união de diversos eventos como o ENFIR (Encontro de Física de Reatores e Hidráulica Térmica), ENAN (Encontro em Aplicações Nucleares) e ENIN (Encontro de Indústria Nuclear), tem por objetivo expor o setor nuclear como fonte de geração de energia, aplicações sociais da energia nuclear na medicina, na indústria, na agricultura e na perfuração de poços de petróleo.